# トマス・レイモン
トマス・マスカレーニャス・レモス・レイモン・ノゲイラ（Tomás Mascarenhas Lemos Reymão Nogueira 、1998年7月14日 - ）は、ポルトガル・リスボン出身のプロサッカー選手。レイションイスSC所属。ポジションは、ミッドフィールダー。

## クラブ歴
ポルトガル、イングランド、イタリアでユース時代を過ごした。2020年7月8日、0-1で敗れたホームのCSマリティモ戦でプロデビューを果たした。
2022年7月23日、セグンダ・ディビシオンのアルバセテ・バロンピエに1年契約で加入した。